# リサ・チョロデンコ
リサ・チョロデンコ（Lisa Cholodenko、1964年6月5日 - ）は、アメリカ合衆国の映画監督、脚本家である。

## 経歴
1964年6月5日、カリフォルニア州ロサンゼルスに生まれる。サンフランシスコ州立大学にて民族学、女性学、人類学を学び、アンジェラ・デイヴィスのティーチング・アシスタントを務めた。その後、インドとネパールへの旅行を経て、エルサレムに滞在した。帰国したのち、コロンビア大学にてミロス・フォアマンに師事した。
1998年、アリー・シーディとラダ・ミッチェルを主演に迎えた『ハイ・アート』で長編映画監督デビュー。2002年、『しあわせの法則』が第55回カンヌ国際映画祭「監督週間」部門にてプレミア上映される。2004年、ドロシー・アリソンの小説を映画化した監督作品『Cavedweller』がトライベッカ映画祭にて上映される。2010年、『キッズ・オールライト』がサンダンス映画祭に出品される。

## フィルモグラフィー

### 長編映画
- ハイ・アート High Art （1998年） - 監督・脚本
- しあわせの法則 Laurel Canyon （2002年） - 監督・脚本
- Cavedweller （2004年） - 監督
- キッズ・オールライト The Kids Are All Right （2010年） - 監督・脚本

### テレビドラマ
- ホミサイド/殺人捜査課 Homicide: Life on the Street （1999年） - 監督
- シックス・フィート・アンダー Six Feet Under （2001年） - 監督
- Lの世界 The L Word （2005年） - 監督
- オリーブ・キタリッジ Olive Kitteridge （2014年） - 監督
- The Slap （2015年） - 監督・製作総指揮

## 受賞
- 2011年 - 第26回インディペンデント・スピリット賞 - 最優秀脚本賞（『キッズ・オールライト』）[9]

## 私生活
- 匿名の精子提供を受け、男児を出産した。ミュージシャンのウェンディ・メルヴォイン（女性）とパートナーの関係を結んでいる[10][11]。